# Välsta
Välsta är en ort i Rogsta socken i Hudiksvalls kommun i Gävleborgs län. Orten är känd som Olof Bromans födelseort.
Orten räknades år 1990 som småort av SCB. Från 2015 till 2023 avgränsade SCB här åter en småort.